# ウラギンスジヒョウモン
ウラギンスジヒョウモン（裏銀筋豹紋  Argyronome laodice）は、チョウ目（鱗翅目）タテハチョウ科ドクチョウ亜科ヒョウモンチョウ族に属するチョウの一種。

## 概要
大型ヒョウモンの中では一般的な種類で、低地～山地にかけての草原帯に広く分布する。他のヒョウモン類と混生することが多く、これらは専ら翅裏の模様の違いで区別する。本種はウラギンヒョウモンなどに見られるような銀白紋がなく、後翅中央を縦に銀白色の不連続な帯が通り、その外縁側は一様に赤褐色となる。同属のオオウラギンスジヒョウモンはこの褐色に緑がかり、前翅先端がより突出することで区別できる。
年一化性、越冬態は幼虫。食草はタチツボスミレなどの野生スミレ類。成虫は梅雨時から発生しはじめ10月ごろまで見られる。成虫は花によく集まるが、吸水にもよく現れる。
他のヒョウモンと同じく、前翅表中央の翅脈が太くなり黒い鱗粉を付けるのは雄の特徴。

## 分布
日本全土、国外ではユーラシア大陸北部から中部。

## 保全状況評価
ウラギンスジヒョウモン日本産亜種　Argyronome laodice japonica（Menetries）
絶滅危惧II類 (VU)（環境省レッドリスト）
2007年の環境省レッドリストでは準絶滅危惧であったが、2012年には絶滅危惧II類に指定された。